# ハルジョル

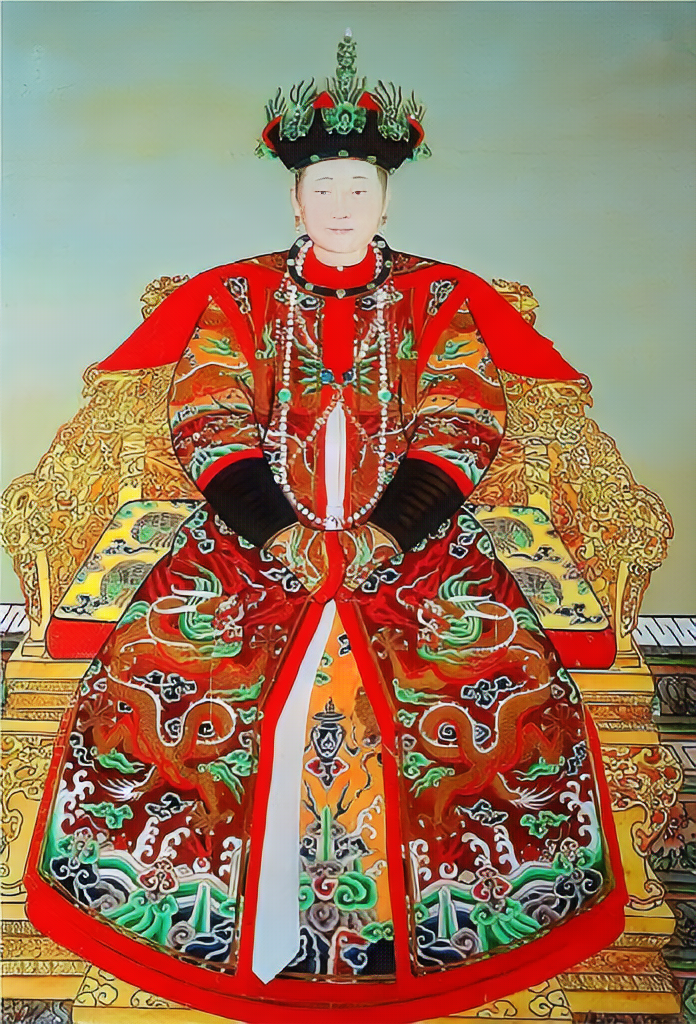
ハルジョル

ハルジョル（ᡥᠠᠷᠵᠣᠯ 転写：Harjol、万暦37年（1609年） - 崇徳6年9月18日（1641年10月22日））は、清の太宗ホンタイジの側室。孝端文皇后の姪で、孝荘文皇后の姉。名の漢字表記は海蘭珠。

## 生涯
モンゴル・ホルチン部のボルジギト（博爾済吉特）氏（Borjigit hala）の出身。父は貝勒のジャイサン。母はホルチン次妃のボリ。
天聡8年（1634年）、数え26歳でホンタイジに嫁ぎ、側福晋となった。それ以前については記録がない。翌年、ホンタイジは東宮福晋（第1側室）のジャルート・ボルジギト氏と離婚し、ハルジョルが東宮福晋に昇格された。崇徳元年（1636年）、関雎宮宸妃に封ぜられた。
ホンタイジから深い寵愛を受けた。息子を1人産んだが、夭折した。崇徳6年（1641年）9月、ハルジョルは病の床に伏せ、ホンタイジは急遽戦地から帰還したが、到着しないうちに亡くなり、ホンタイジは哀哭してやまなかった。敏恵恭和元妃の諡が贈られた。

## 子女
ホンタイジとの間に1男を産んだが、夭折した。
- 皇八子（無名）（1637年8月27日 - 1638年3月13日）

## 登場作品
テレビドラマ
- 宮廷の泪・山河の恋（2012年、中国、演：チャン・モン（中国語版））
- 孤高の皇妃（中国語版）（2017年、中国、演：タン・イーシン）……トンガと同一人物に設定されている。